# Microlicia tomentella
Microlicia tomentella är en tvåhjärtbladig växtart som beskrevs av Charles Victor Naudin. Microlicia tomentella ingår i släktet Microlicia och familjen Melastomataceae. Inga underarter finns listade i Catalogue of Life.